# Safety Management System
Un Safety Management System o SMS (in lingua italiana il termine è talora tradotto come sistema di gestione della sicurezza o SGS) è il processo di gestione dei rischi all'interno di un'entità complessa; quale sistema di gestione, esso determina, pianifica e misura le prestazioni per il raggiungimento degli obiettivi prefissati.

## Ambiti di applicazione
Un Safety Management System può essere definito, in maniera volontaria o cogente, nelle organizzazioni complesse quali impianti industriali e di produzione energetica, aeroporti, compagnie di volo o di navigazione, unità navali o imprese ferroviarie.

### Settore navale
In campo navale l'SMS permette ad una società di navigazione di operare in ottemperanza alla propria politica di sicurezza e protezione dell'ambiente, in rispetto al "International Safety Management" (ISM) codice adottato dall'IMO con risoluzione A.741.
Tale codice, di valenza internazionale, ha per scopo la gestione della sicurezza delle operazioni navali e la prevenzione dell'inquinamento. Il Safety Management System è un sistema di gestione per migliorare la sicurezza a bordo delle navi e prevenire l'inquinamento dell'ambiente attraverso controlli da parte del personale di bordo, del personale di terra e di ispettori terzi.
L'SMS viene redatto in documenti che poi devono essere controllati durante l'attuazione delle procedure in essi previste. Tali documenti devono essere disponibili sia nella sede della compagnia marittima che sulle navi. Il documento utilizzato per descrivere e implementare il sistema gestione sicurezza è denominato "Manuale Gestione Sicurezza".
L'accertamento se le attività previste dall'SMS ed i relativi risultati soddisfano le disposizioni pianificate e se queste disposizioni vengono applicate efficacemente e sono adatte per il raggiungimento degli obiettivi è emanato all'Autorita Marittima di bandiera o a un'organizzazione autorizzata per mezzo di un audit, da parte di una persona indipendente.
A ogni nave che soddisfi le norme dell'ISM code viene rilasciato dall'amministrazione un certificato di gestione della sicurezza (Safety Management Certificate - SMC) e a ogni compagnia marittima, viene rilasciato un documento di conformità ("document of compliance") con validità quinquennale
Il comandante è responsabile dell'applicazione del Sistema a bordo. Inoltre ha l'autorità e la responsabilità di prendere decisioni, relativamente alla sicurezza ed alla protezione ambientale, che possono non tener conto di quanto stabilito dalla compagnia e di richiedere assistenza alla stessa quando necessario.

### Settore aeronautico
Le organizzazioni internazionali del settore aeronautico, in primis l'ICAO quindi la IATA, e per l'Europa l'EASA, hanno emanato e mantengono aggiornati appositi regolamenti per definire i requisiti tecnici e le procedure amministrative relative:
- agli equipaggi dell'aviazione civile;[4]
- alla costruzione e all'esercizio delle strutture aeroportuali;
- l'erogazione dei servizi della navigazione aerea.

### Settore ferroviario
La materia, pur coordinata dall'Union internationale des chemins de fer (UIC - "Unione Internazionale delle Ferrovie") non trova applicazione uniforme in tutti i Paesi, a causa della natura inizialmente locale che distingue il trasporto su ferro da quelli marittimo e aeronautico.
In Europa, ad esempio, l'istituzione di sistemi per la gestione della sicurezza fu introdotta con l'istituzione dell'Agenzia ferroviaria europea (ERA - European Railway Agency) la quale ha definito un quadro normativo nell'ambito del quale in ciascuno dei paesi europei sono rilasciate alle imprese ferroviarie idonei "certificati di sicurezza", che attestano l'adozione e il mantenimento di un sistema di gestione della sicurezza.